# Idaea fuerteventurensis
Idaea fuerteventurensis là một loài bướm đêm trong họ Geometridae.